# Мула (Мурсія)
Мула (ісп. Mula) — муніципалітет в Іспанії, у складі автономної спільноти Мурсія. Населення — 17 076 осіб (2010).
Муніципалітет розташований на відстані близько 320 км на південний схід від Мадрида, 33 км на захід від Мурсії.
На території муніципалітету розташовані такі населені пункти: (дані про населення за 2010 рік)
- Алькібла: 3 особи
- Ардаль: 31 особа
- Лос-Баньйос: 60 осіб
- Кахітан: 22 особи
- Касас-Нуевас: 170 осіб
- Фуенте-Лібрілья: 644 особи
- Ла-Ерренья: 27 осіб
- Оя-Ногера-і-Куадрадос: 8 осіб
- Мула: 14794 особи
- Ель-Ніньйо: 574 особи
- Пінар-Ермосо: 15 осіб
- Ла-Пуебла-де-Мула: 295 осіб
- Ретамоса: 11 осіб
- Рінконес: 4 особи
- Єчар: 418 осіб

## Демографія
Динаміка населення (INE ):

## Уродженці
- Патрісіо Габаррон (*1993) — відомий іспанський футболіст, захисник.

## Галерея зображень

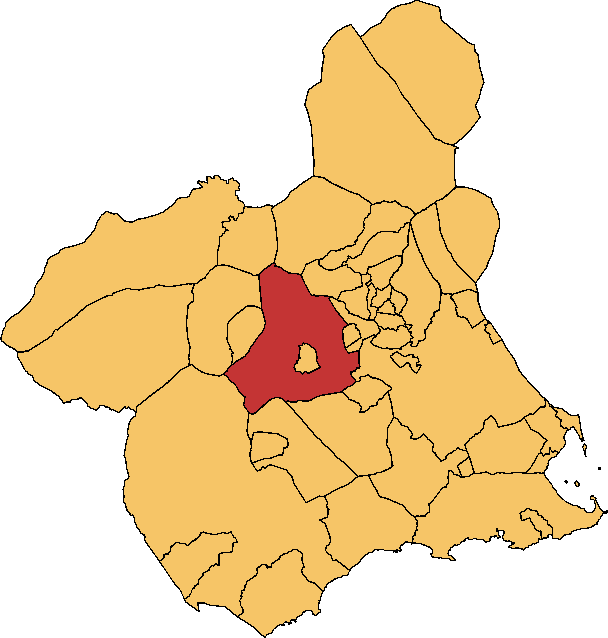
Розташування муніципалітету у провінції Мурсія
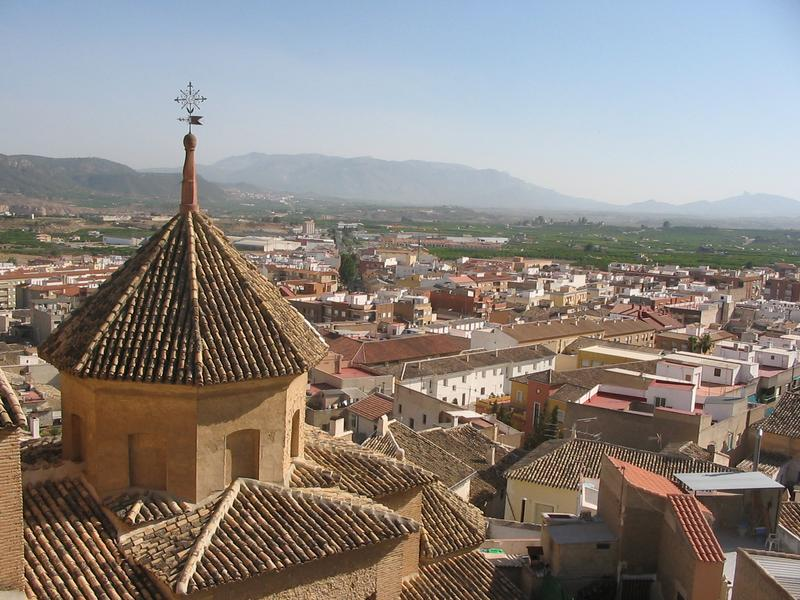
Мула
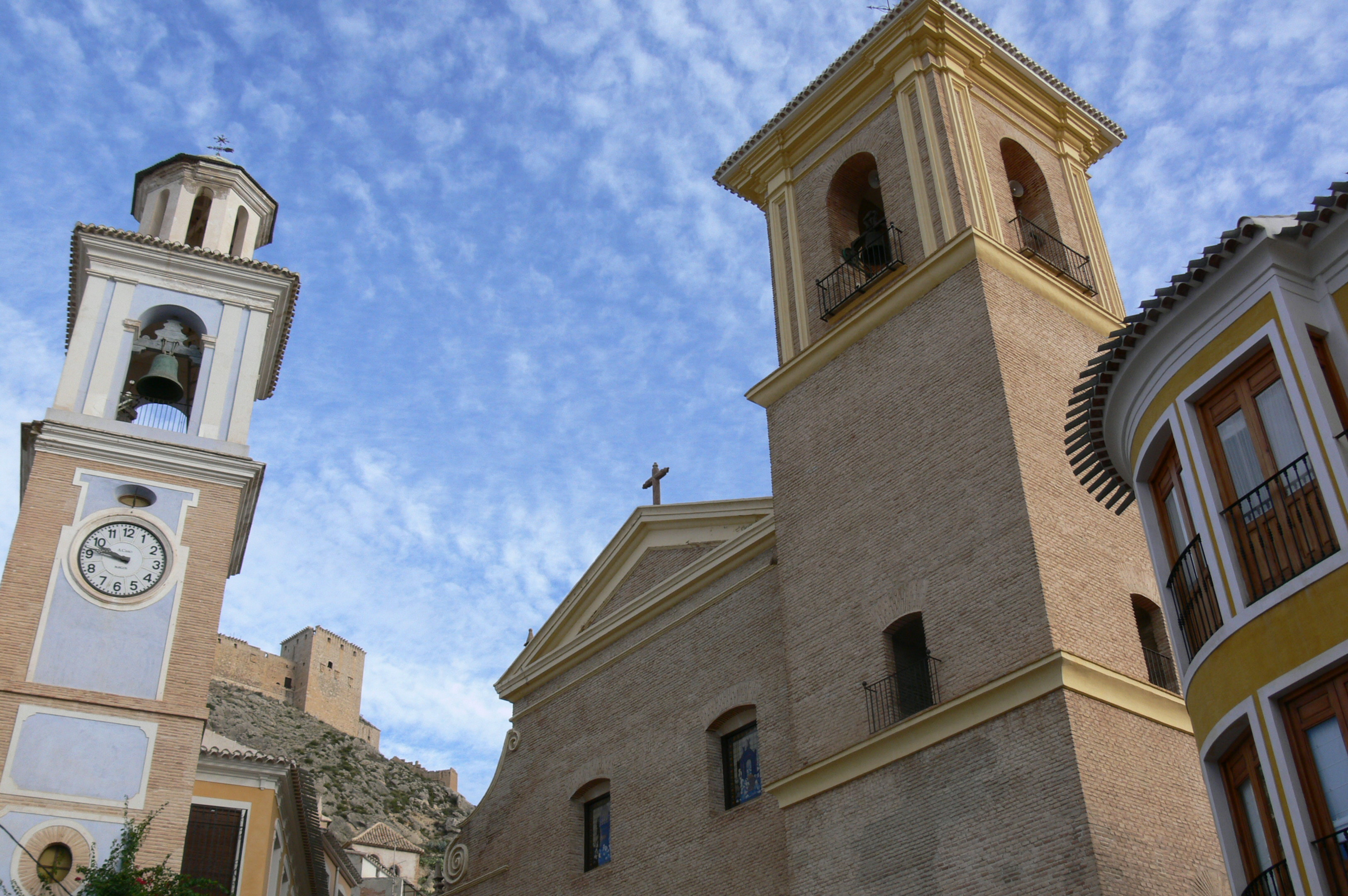
Парафіяльна церква Сан-Мігель і годинникова вежа
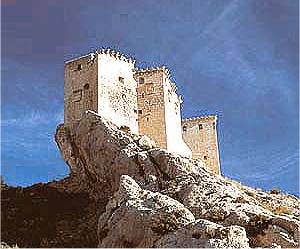
Замок Лос-Велес